# Chordeiles nacunda
El añapero ñacundá (Chordeiles nacunda), también denominado ñacundá (en Argentina, Chile, Paraguay y Uruguay), chotacabras collarejo (en Colombia), aguaitacamino barriga blanca (en Venezuela) o chotacabras de vientre blanco (en Perú),  es una especie de ave caprimulgiforme perteneciente al género Chordeiles que integra la familia Caprimulgidae de hábitos nocturnos. Es nativo de América del Sur.

## Descripción
Inconfundible y corpulento, mide 30 cm. Alas largas y redondeadas; primarias negras con banda blanca en la base; triángulo en la garganta, partes ventrales, subcaudales y subalares blancos. La hembra carece del ápice blanco en las caudales laterales. Partes superiores marrón, con vermiculado pardo y negro; pecho marrón estriado de negro. En vuelo, puede verse que las cobertoras inferiores de las alas son blancas. Cola barrada de marrón y negro, con larga punta blanca en el macho.

## Distribución y hábitat
Su distribución geográfica es todo Sudamérica. Habita en sabanas, pastizales abiertos cercanos a bosque o cuerpos de agua.

## Comportamiento
Crepuscular, a menudo también diurno; vuela bajo, suave y erráticamente.
Pasa el día posado en suelo desnudo, o sobre tocos de árboles, difícil de verlo hasta moverse o volar. Puede observarse en bandadas volando o asentadas en el campo. Suelen rondar las luces o columnas de iluminación.

### Vocalización
En general es silencioso; durante la reproducción, mientras está posado, emite un “prrrr-pú” grave y gutural, recordando una lechuza. Su canto son largas series de "cuuurrr..cuu..", como si fuera un sapo.

## Sistemática

### Descripción original
La especie C. nacunda fue descrita por primera vez por el ornitólogo francés Louis moPierre Vieillot en 1817 bajo el nombre científico de Caprimulgus nacunda, localidad típica «Paraguay».

### Taxonomía
En marzo de 2011, con base en los estudios  filogénicos moleculares conducidos por Han et al (2010), fue aprobada la Propuesta N° 467 al South American Classification Committee (SACC) transfiriendo el género monotípico Podager para Chordeiles.

### Subespecies
Se reconocen dos subespecies  con su correspondiente distribución geográfica:
- Chordeiles nacunda coryi Agne & Pacheco, 2011  - desde Colombia a Venezuela, Trinidad y Tobago, las Guayanas y norte de Brasil. Sinónimo C. nacunda minor (Cory, 1915)[11]
- Chordeiles nacunda nacunda (Vieillot, 1817) - del este de Perú y Brasil (sur del Amazonas) hasta Paraguay y centro de Argentina.